# 刘和鼎

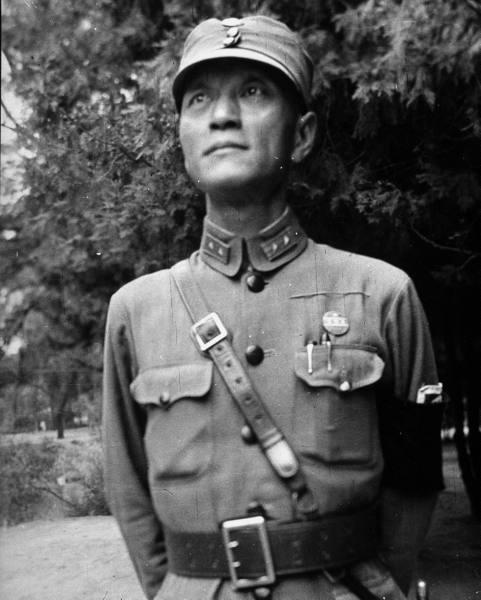
刘和鼎

刘和鼎（1895年11月—1969年4月7日），字波鸣，安徽合肥人，中華民國大陆时期军事人物。1930年—1936年，割据以建瓯为中心的闽北地区。

## 生平
1913年初，刘和鼎考入清河陆军第一预备学校，后升入保定陆军军官学校第三期步兵科。1916年冬毕业后，回安徽任倪嗣冲部见习军官，随后任职于长江上游总司令部、援闽赣军司令部、赣南镇守使署及川军吕超部。1925年，马祥斌任安徽陆军第二混成旅旅长，刘和鼎任该旅参谋长。
1926年底，国民革命军北伐逼近安徽，马祥斌归顺北伐军，所部改编为国民革命军独立第三师，马任师长，刘任参谋长。1927年初，部队扩编为暂编第十一军，刘升任军参谋长。
1927年6月下旬，暂编第十一军受王天培指挥，由津浦线北上讨伐张宗昌。期间，张敬尧残部两旅叛变，军长马祥斌被绑送济南并遇害。刘和鼎被团以上军官推为代理军长。同年11月，部队恢复独立第三师番号，刘和鼎任师长。
1928年9月，李宗仁将独立第五师编入第四集团军第二独立旅，任命刘和鼎为旅长。同年末，第四集团军重新整编，刘部改为第十三师。李宗仁、白崇禧虽收编刘部，仍心存疑虑，派张义纯任师长，刘任副师长兼第二十七旅旅长。刘不愿受制，秘密联合四名团长驱逐张义纯，张所带特务连被缴械，其本人逃返武汉。
1929年1月，國民政府軍事委員會会令刘部改编为第五十六师，张义纯仍任师长，刘为副师长；3月—4月，蒋桂战争爆发，第五十六师投降，被张发奎、朱绍良收编，刘和鼎被任命为师长。
1929年8月—12月，刘和鼎率第五十六师参与对闽西革命根据地的“会剿”。
1930年1月，福建军阀卢兴邦在福州扣押6名福建省政府委员，企图夺权。刘和鼎奉命赴福州讨伐，至10月卢军战败，卢兴邦通电请降。除仍然由卢兴邦控制的尤溪、沙县、永安等地外，闽北20余县大多成为刘和鼎的地盘，刘和鼎取代卢兴邦成为“闽北王”。
1930年12月，蒋介石发动对苏区和红军的第一次“围剿”，第五十六师编入朱绍良指挥的第六路军，由建宁向石城进攻。由于红军在经冈、东韶战斗中取胜，刘部实际未进入江西与红军正面交战。
1931年4月，蒋介石展开第二次“围剿”，何应钦令第五十六师进驻将乐、泰宁等地，作为“围剿”部队左翼助攻红军。5月31日，红军攻克建宁，刘部损失惨重，三三六团团长汤霖和特务营营长朱瑜阵亡，被俘3000余人，几近覆灭。
刘和鼎率领残部回到闽北后，招募数千名新兵。由于国民政府削减了第五十六师的军饷，刘和鼎遂在闽北自行征税以维持军需，并默许当地土豪劣绅经营鸦片、赌场等生意。凭借在闽北的暗中经营，刘和鼎不仅保全了部队，还聚敛了大笔财富。
经一年整训，第五十六师恢复战力。1932年夏，刘和鼎参加蒋介石指挥的第四次“围剿”，归属蒋光鼐领导的左路军，负责闽北守备。1933年6月，红军邵光独立团在光泽击溃刘和鼎部4个营；7月，彭德怀率红军东方军自赣入闽，击溃刘部三个团。
1933年12月20日，陈铭枢、蒋光鼐、蔡廷锴等以第十九陆军为主力，在福建发动“閩變”，成立中华共和国人民革命政府。蒋介石调整第五次“围剿”计划，派遣大军入闽讨伐十九路军。为拉拢刘和鼎，蒋介石晋升其为第三十九军军长，兼任第五十六师师长。事变爆发后，刘又被任命为“讨逆军”第九纵队指挥官，统领“卜福斯”山炮团。
1936年1月，国民政府授刘和鼎二等宝鼎章，晋升陆军中将。4月，兼任驻闽第二绥靖区司令。
1936年9月，刘和鼎和第三十九军被调离福建，前往京、沪、杭地区，监护国防工事。1937年7月，参加庐山暑期训练团，任第二总队副总队长、代理总队长等职。
“七七事变”后，第三十九军调往浏河前线，归陈诚第十一集团军指挥。8月13日，淞沪会战爆发，刘部布防金山、浏河、太仓。11月初，部队从前线撤退，刘部殿后，受日军猛烈炮击与轰炸，损失惨重。12月底，经皖南抵达江西丰城，所部仅剩残缺的第五十六师。
1938年5月19日，日军攻占徐州后沿津浦线西进，企图夺郑州、攻武汉。蒋介石命死守黄河北岸，并于花园口人为决堤以阻日军，刘部奉命在花园口、赵口等地设防。
1939年4月，刘和鼎部归第五战区，驻守随县、襄阳；5月，参加随枣战役，在大洪山对日军作战；10月，刘升任第十一集团军副总司令。1940年5月豫东战役中，刘部负责阻击日军渡河，伤亡过半。
1942年9月，刘和鼎率部越平汉路抵大别山。同月，升任第二十一集团军副总司令，授陆军上将军衔，兼任中国国民党鄂豫皖边区分会鄂豫党政总队长、第五战区战干团驻皖分团主任等职。
1944年9月，刘和鼎入陆军大学将官班甲级第二期学习，次年1月结业。1945年5月，出席中国国民党第六次全国代表大会，当选为国民党中央监察委员会委员。
1946年，第二次国共内战爆发，刘虽挂第八绥靖区副司令名义，实则在苏州赋闲。11月，作为国民党中央圈定的国民大会代表，出席制宪国民大会。1947年3月，正式退役；冬天，被任命为新成立的安徽农业公司的董事长。
中华人民共和国成立前夕，刘和鼎携家赴台湾，后任光复大陆设计研究委员会委员兼台中区军事组召集人。1969年4月7日，病逝于台中，得年74岁。